# Byram (Mississippi)
Byram è una città (city) degli Stati Uniti d'America, situata nella contea di Hinds, nello Stato del Mississippi.

## Storia
Byram era in precedenza un census-designated place senza servizi municipali sobborgo di Jackson. Dal 16 giugno 2009 ha invece ricevuto lo status di city.

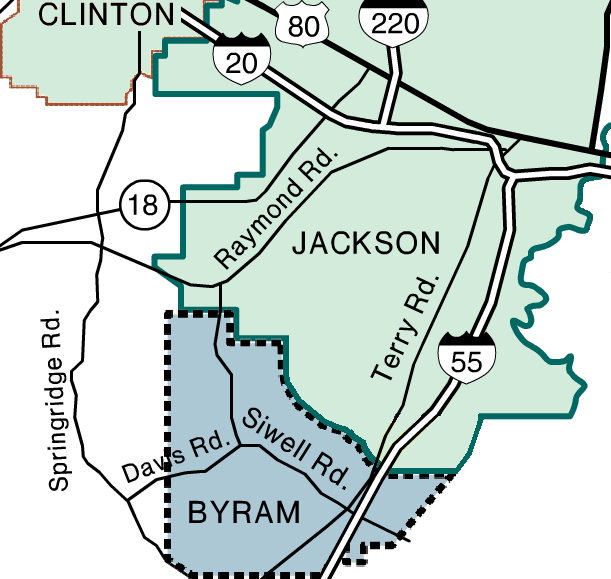
I nuovi confini della città di Byram